# Moczarnik
Moczarnik (Synaptomys) – rodzaj gryzoni z podrodziny karczowników (Arvicolinae) w obrębie rodziny chomikowatych (Cricetidae).

## Rozmieszczenie geograficzne
Rodzaj obejmuje gatunki występujące w Ameryce Północnej (Kanada i Stany Zjednoczone).

## Morfologia
Długość ciała (bez ogona) 105–131 mm, długość ogona 13–24 mm, długość ucha 8–14 mm, długość tylnej stopy 16–24 mm; masa ciała 21,4–50 g.

## Systematyka
Rodzaj zdefiniował w 1857 roku amerykański zoolog Spencer Fullerton Baird w raporcie zleconym przez Departament Wojny Stanów Zjednoczonych. Gatunkiem typowym jest (oznaczenie monotypowe) moczarnik południowy (S. cooperi).

### Etymologia
- Synaptomys: gr. συναπτος sunaptos ‘złączony’; μυς mus, μυος muos ‘mysz’[11].
- Metaxyomys: gr. μεταξυ metaxu ‘w środku, pośrodku’; μυς mus, μυος muos ‘mysz’[2]. Gatunek typowy (oryginalne oznaczenie): †Synaptomys vetus Wilson, 1933.
- Plioctomys: pliocen; gr. οκτω oktō ‘osiem’; μυς mus, μυος muos ‘mysz’[3]. Gatunek typowy: †Synaptomys (Plioctomys) mimomiformis Suchov, 1976.
- Praesynaptomys: łac. prae ‘poza, ponad’; rodzaj Synaptomys S.F. Baird, 1857[4]. Gatunek typowy (oznaczenie monotypowe): †Synaptomys (Praesynaptomys) europeaus Kowalski, 1977.
- Kentuckomys: Kentuck, Wathena, Kansas; gr. μυς mus, μυος muos ‘mysz’[5]. Gatunek typowy (oryginalne oznaczenie): †Mictomys kansasensis Hibbard, 1952.

### Podział systematyczny
Do rodzaju Synaptomys zazwyczaj zalicza się również Mictomys borealis w randze podrodzaju, jednak analizy z 2023 roku wykazały że Mictomys jest odrębnym rodzajem; w takim ujęciu do rodzaju należą jeden występujący współcześnie gatunek zgrupowany w podrodzaju Synaptomys:
- Synaptomys S.F. Baird, 1857
  - Synaptomys cooperi S.F. Baird, 1857 – moczarnik południowy

Do podrodzaju Synaptomys należą również gatunki wymarłe:
- Synaptomys australis (Simpson, 1928) (Stany Zjednoczone; plejstocen)
- Synaptomys morgani R.A. Martin, Duobinis-Gray & Crockett, 2003 (Stany Zjednoczone; plejstocen)

Literatura paleontologiczna wymienia także inne gatunki wymarłe (zgrupowane w kliku podrodzajach):
- Kentuckomys Koenigswald & L.D. Martin, 1984
  - Synaptomys kansasensis Hibbard, 1952[18] (Stany Zjednoczone; plejstocen)
- Metaxyomys Zakrzewski, 1972
  - Synaptomys vetus R.W. Wilson, 1933[19] (Stany Zjednoczone; plejstocen)
- Plioctomys Suchov, 1976
  - Synaptomys europeaus Kowalski, 1977[4] (Polska; pliocen)
  - Synaptomys mimomiformis Suchov, 1976[3] (Rosja; pliocen)
  - Synaptomys rinkeri (Hibbard, 1956)[20] (Stany Zjednoczone; plejstocen)
- Incertae sedis
  - Synaptomys bunkeri (Hibbard, 1939)[21] (Stany Zjednoczone; plejstocen)
  - Synaptomys mongoliensis Zazhigin, 1989[22] (Mongolia; pliocen)